# Acroglochin
Acroglochin là chi thực vật có hoa trong họ Amaranthaceae.